# Німецька мова в Намібії

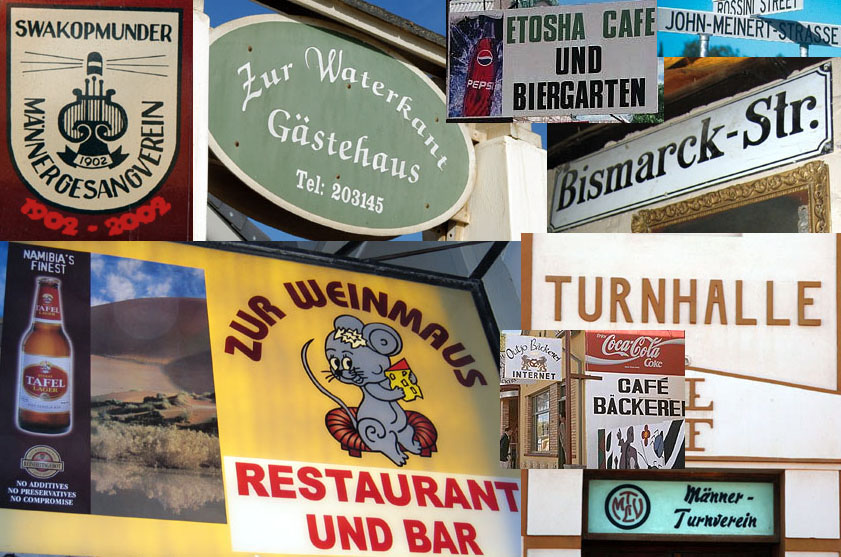
Приклади німецької мови на вивісках в Намібії

Намібія є єдиною країною за межами Центральної Європи, де німецька відіграє важливу роль.

Намібія є багатомовною країною, де німецька мова визнана національною мовою (форма мови меншини) та служить як лінгва-франка разом з африкаанс, англійською, овамбо та гереро. Хоча англійська мова є єдиною офіційною мовою країни, в багатьох районах країни німецька користується статусом офіційної на місцевому рівні.
Німецька особливо широко використовується в центральній та південній Намібії і була до 1990 однією з трьох офіційних мов у тодішній Південно-Західній Африці, поряд з африкаанс та англійською мовами. Німецька є рідною мовою приблизно для 30,000 намібійців, які складаються приблизно порівну з намібійських німців, а також літніх чорношкірих носіїв (які були прислугою для колоністів), та намібійців, які дітьми виросли в НДР (Східна Німеччина). Німецька намібійська газета Allgemeine Zeitung  на свій вебсторінці нарахувала до 22,000 носіїв мови і кілька сотень тисяч, які знають німецьку мову як другу (третю і т.д.) мову. Німецька також має популярність через те, що вона схожа з африкаанс (яка своєю чергою зародилась від нідерландської мови) та займає вагоме місце в сфері туризму та бізнесу. Багато намібійських природних особливостей, місць та назв вулиць мають німецькі імена. Деякі експерти бачать майбутнє німецької мови в Намібії під загрозою зникнення.

## Історія

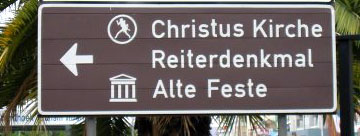
Дорожній знак на в'їзді у Віндгук з вказівками пам'ятників німецької колоніальної епохи

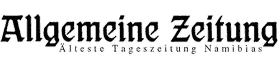
Allgemeine Zeitung є єдиною німецькомовною щоденною газетою Африки і однією з найбільш багатотиражних газет в Намібії

В період, коли Намібія була німецькою колонією з 1884 до 1915, німецька мова була єдиною офіційною мовою в Німецькій Південно-Західній Африці.
Південна Африка взяла на себе керування країною в 1915. Тим не менш, привілеї для німецької мови та навчання на ній збереглися. В 1916 році газета Allgemeine Zeitung була заснована під своєю першою назвою  Der Kriegsbote . Після закінчення Першої світової війни південноафриканські стосунки з німецькими намібійцями змінились, а також між 1919 та 1920 близько половини німців виселили з країни. В 1920 році нідерландська (яка пізніше була замінена африкаанс) та англійська замінили німецьку як офіційну мову країни.
Німецько-мовне населення хотіло відновити німецьку як офіційну мову, а в 1932 році договір, який був підписаний в Кейптауні, закликав зробити так. Вони сподівалися, що це буде заважати південноафриканській анексії Південно-Західної Африки в Південно-Африканський Союз. Південна Африка офіційно не визнавала німецьку, проте, де-факто німецька використовувалась разом з африкаанс та англійською як робоча мова уряду. Тільки в 1984 було офіційно додано німецьку як офіційну мову.
Після здобуття незалежності в 1990 році, англійська стала єдиною офіційною мовою Намібії, і німецька таким чином, втратила свій офіційний статус, однак сьогодні вона продовжує використовуватися в широкому діапазоні сфер намібійського життя. 

### Ситуація сьогодні

#### Ступінь використання
Німецька використовується більш широко, ніж просто регіональна мова. Близько 30,000 намібійців говорять німецькою як рідною мовою, і кілька десятків тисяч намібійців, включаючи білих африкаанс — та англомовних, або більш заможних чорних намібійців, які вважають німецьку як другу (третю, тощо.) мову. Німецька мова викладається у багатьох школах, є основною мовою для щоденної газети, Allgemeine Zeitung, а також широко використовується на телебаченні. Незважаючи на те, що німецька (і в цьому відношенні англійська) не є поширеною як рідна мова серед чорношкірого населення, державних службовців, особливо в секторі туризму, володіють німецькою в різній мірі. 
Однак є багато регіонів, в яких німецька мова майже відсутня — це території з невеликою кількістю білих людей, особливо в північній частині країни, але і в багатьох районах міста Віндгук.

#### Культура
Німецька використовується як засіб спілкування в широкому діапазоні культурної сфери: 
- Церква, насамперед німецькомовна Євангелічна Лютеранська Церква в Намібії;
- Школи (наприклад в Deutsche Höhere Privatschule Windhoek[en]);
- Література (німецько-намібійські автори);
- Радіо (наприклад, в намібійській медіа-мережі NBC (англ. Namibian Broadcasting Corporation[en]));
- Музика (наприклад,  репер EES[en]);

#### Освіта

Deutsche Höhere Privatschule Windhoek, одна з найвідоміших німецькомовних середніх шкіл в Намібії

На додаток до 32 шкіл, в яких про 14,000 учнів вивчають німецьку мову як іноземну, існує близько десятка німецьких середніх шкіл, в тому числі Deutsche Höhere Privatschule Windhoek, німецькі школи в Омаруру та Очіваронго, а також п'ять шкіл уряду. Є кілька додаткових початкових шкіл, німецьких середніх шкіл і середніх німецьких гімназій в Віндгуці. 
Університет Намібії пропонує німецькі програми з германістики та ділового адміністрування.

#### Знаки

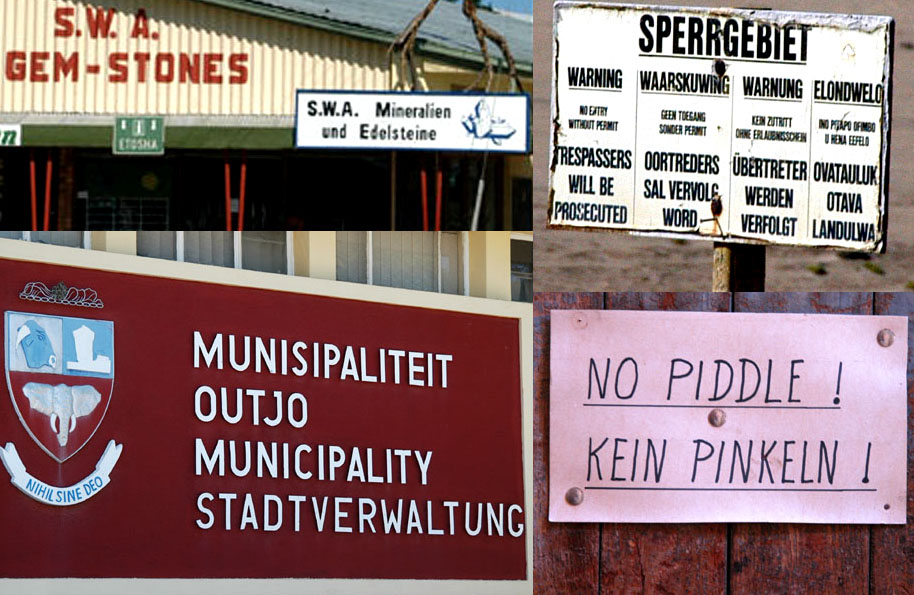
Приклади багатомовних знаків в Намібії

Знаки для магазинів, ресторани та послуги, які часто є англійсько- та німецькомовні, відображають не лише високу частку білих у власності, а також велике число німецькомовних туристів, які відвідують країну. Тим не менш, якщо клієнт увійде до магазину, то його привітають на африкаанс; відносно менше знаків на мові африкаанс, але мова зберігає лідируючі позиції як розмовна лінгва-франка у Віндгуці і по всій центральній та південній частинах країни. 
Німецька також розташована на знаках для туристів, особливо тих, які є пам'ятниками та історичними будівлями від німецького колоніального періоду. Інші ознаки, які включають німецький датуються до 1990, коли англійська, африкаанс та німецька мали загальний статус офіційних мов країни. 

#### Назви вулиць
В Віндгуці, Свакопмунді, Кітмансхупі, Хруатфонтейні та Людериці багато чи більшість назв вулиць є німецькими за походженням, хоча після 1990 багато вулиць були перейменовані на честь чорного народу Намібії. Вулиці, названі до 1990 часто закінчуються на "Str.", що є стандартною абревіатурою для німецької мови (Straße), і на мові африкаанс (Straat); Вулиці, що були перейменовані після 1990 року, часто закінчуються на "St.", що є англійською абревіатурою для "Street".

#### Назви місць

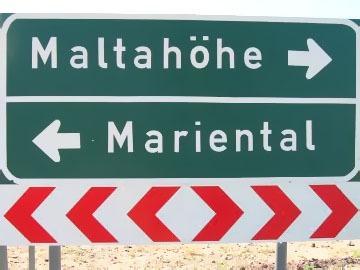
Німецькі топоніми особливо поширені на півдні країни

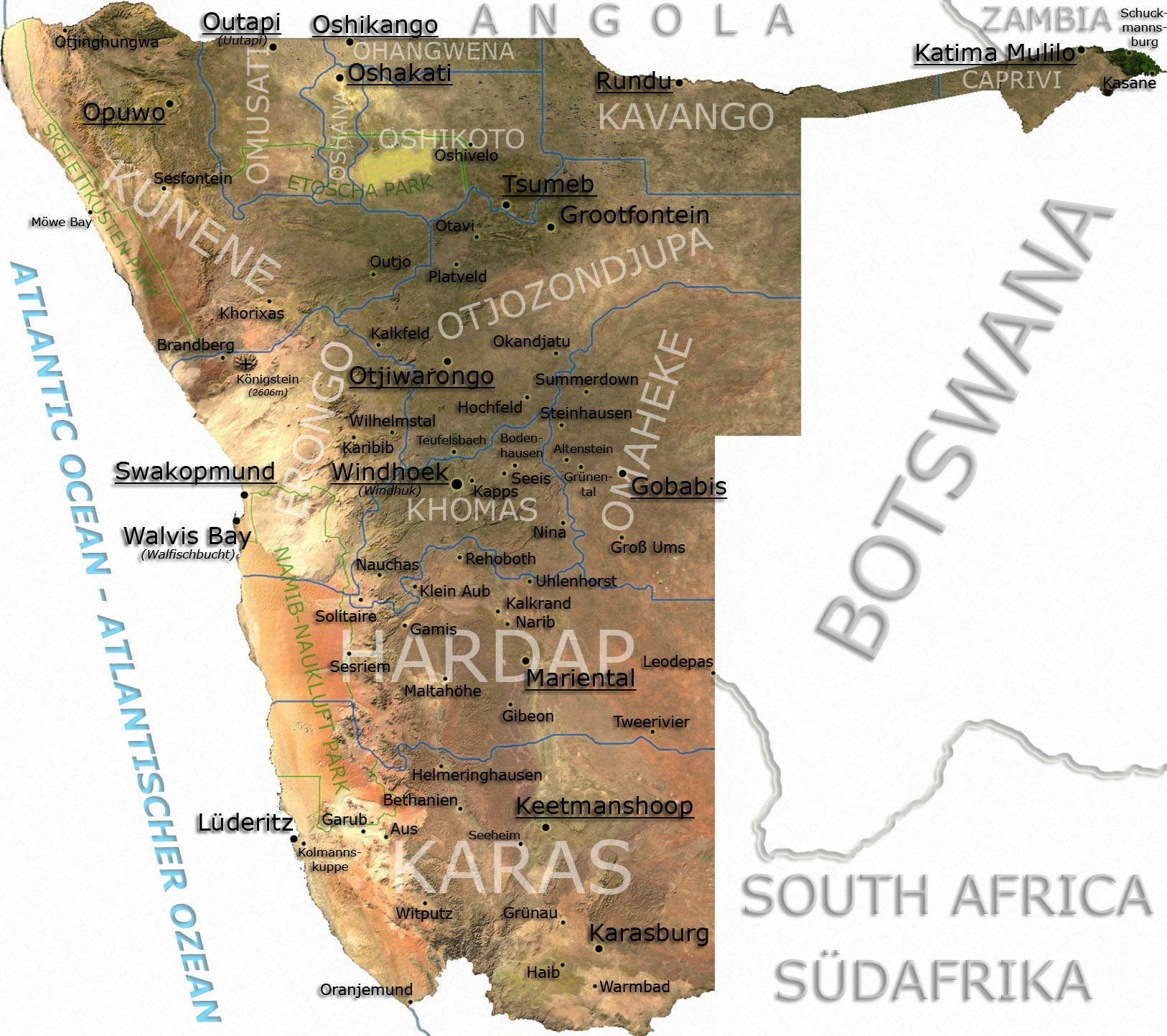
За винятком північної частини країни, Намібія рясніє топонімами на німецькій та африкаанс

На відміну від інших регіонів світу з великою німецькою імміграцію та багатьма німецькими топонімами, Намібія ніколи не відчувала хвилі їхніх перейменувань. Особливо на півдні, в регіонах Гардап та Карас, де 80% усіх географічних назв мають походження або німецьке, або африкаанс, або суміш німецької та африкаанс з англійською мовою. Наприклад, " Keetmanshoop " (на честь німецького промисловця Йогана Кетмана  і слова на африкаанс "надія", hoop.)

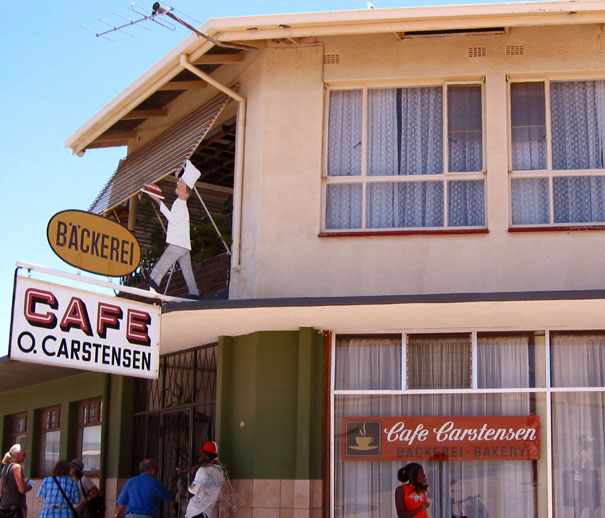
Пекарня Карстенсен в Очіваронго
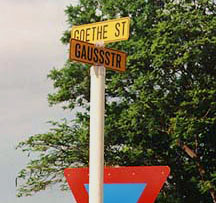
Німецькі знаки в Хрутфонтейні